# شريان ركبي وحشي علوي
شريان ركبي وحشي علوي (بالإنجليزية: Lateral superior genicular artery)‏‏ هو شريان يتفرعُ من شريان باطن الركبة.